# Yusef Ali
Yusef Ahmed Ali (Medina, 14 ottobre 1988) è un calciatore qatariota, attaccante dell'Al Bidda e della Nazionale qatariota.